# Biographical Directory of the United States Congress
Le Biographical Directory of the United States Congress (que l'on peut traduire en français par « Répertoire biographique du Congrès des États-Unis ») est un dictionnaire encyclopédique des biographies des membres passés et présents du Congrès des États-Unis ainsi que de son prédécesseur, le Congrès continental. Le Biographical Directory est également disponible dans une version en ligne.

## Historique
Charles Lanman (en), écrivain, journaliste, et ancien secrétaire de Daniel Webster, collectionna la première série de biographies des anciens membres du Congrès dans son ouvrage Dictionary of Congress, publié par J. B. Lippincott & Co. en 1859. L'intention de Lanman était de faire de son Dictionary of Congress un ouvrage de référence pour les Représentants et Sénateurs siégeant au Congrès, comme c'est aujourd'hui le cas pour le Congressional Directory. En 1864 la Chambre des représentants et le Sénat approuvèrent la publication d'une mise à jour du Dictionary of Congress de Lanman par le tout nouveau Government Printing Office. À la fin des années 1860, le Congrès confia à Benjamin Perley Poore, un journaliste et secrétaire du Senate Committee on Printing and Records (« commission du Sénat aux imprimés et aux fichiers »), la tâche de préparer un Congressional Directory (« répertoire du Congrès ») pourvu de biographies et de références telles que celles contenues dans le Dictionary of Congress.
En prévision du centenaire de l'indépendance américaine et à la recherche d'un lectorat non couvert par le Congressional Directory de Poore, Lanman prepara le Biographical Annals of the Civil Government of the United States, publié par James Anglim de Washington en 1876. Cet ouvrage combinait les biographies du Dictionary of Congress complétées de celles d'autres membres du gouvernement et officiel depuis 1776. Poore offrit un ouvrage concurrent, en 1878, intitulé Political Register and Congressional Directory, publié par Houghton, Osgood and Company de Boston.
La révision des annales biographiques de Lanman, par Joseph M. Morrison (New York, 1887), fut le dernier répertoire biographique du Congrès confié à un privé. En 1903, le Congrès autorisa la publication de A Biographical Congressional Directory, 1774 to 1903. Confié à Ora M. Enyart, ce fut le premier ouvrage réalisé par le personnel du Congrès. La plus importante révision avant celle du bicentenaire de l'indépendance fut celle d'Ansel Wold, en 1928, Biographical Directory of the American Congress, 1774–1927.
La création du Senate Historical Office, en 1975, et de l'Office for the Bicentennial à la Chambre des représentants, en 1983, donna l'opportunité à des historiens professionnels de mettre à jour le répertoire biographique. Les éditions précédentes ainsi que celles du XIXe siècle n'offraient que peu de détails sur les carrières au Congrès, si ce n'est des dates de début et de fin de mandat. L'édition du bicentenaire offrit-elle davantage de détails biographiques.  

### Version en ligne
Le développement et la croissance de l'utilisation de l'Internet, dans les années 1990, conduisirent à la création de sites pour la Chambre des représentants et le Sénat. Ray Strong, assistant à l'Office of the Clerk, plaida pour la publication du répertoire biographique sur l'Internet. Grâce aux efforts de Joe Carmel, Cindy S. Leach, et Gary Hahn du Legislative Computer Systems de l´Office of the Clerk, et de Cheri Allen de l´Office of the Secretary of the Senate, le Biographical Directory put être consulté en ligne dès le 9 novembre 1998. La technologie de l'Internet permirent une mise à jour en temps réel du répertoire biographique. En plus des biographies, la base de données en ligne comprend une bibliographie détaillée et un guide relatif à toutes les collections du Sénat et de la Chambre.

## Ouvrage
- Biographical directory of the united states congress, 1774-2005. [S.l.] : GPO, 2006.  (ISBN 9780160731761)

### En ligne
- Version en ligne du Biographical Directory of the United States Congress

## Source
- (en) « The Biographical Directory of the U.S. Congress: A Historical Introduction », sur le site du Sénat des États-Unis.